# Первое послание Петра
Пе́рвое посла́ние Петра́, полное название «Пе́рвое собо́рное посла́ние свято́го апо́стола Петра́» (др.-греч. Α΄ Ἐπιστολὴ Πέτρου, лат. Epistula I Petri) — книга Нового Завета.

## История
Автор послания называет себя в первом же стихе — Пётр, Апостол Иисуса Христа. В отличие от 2-го послания Петра сомнений в аутентичности 1-го послания было мало, издревле оно цитировалось и входило в списки новозаветных книг. Оно адресовано малоазийским христианам, вера которых подвергалась серьёзным испытаниям в период, когда апостол Павел со своими сотрудниками, основав ряд христианских церквей в Греции и Малой Азии, покинул Эфес.

## Место написания
Мнения о месте написания книги расходятся. По словам Петра, он написал своё первое письмо в Вавилоне (5:13). По наиболее распространённой версии послание написано в Риме, который апостол иносказательно называет Вавилоном.
Существует версия, что, говоря о Вавилоне, Пётр действительно имел в виду город с этим названием. В «Еврейской энциклопедии», в статье, посвящённой созданию Талмуда, упоминается о вавилонских академиях иудаизма, существовавших там в нашу эру.

## Основные темы
- Приветствие (1:1, 2),
- Благодарность Богу за спасение (1:3—12),
- Призыв к святости и послушании истине (1:13—25),
- Верность Иисусу (2:1—8),
- О народе Божием (2:9—12),
- Покорность властям (2:13—17),
- Обязанности слуг (2:18—20),
- Пример Христа (2:21—25; 3:18—22),
- Обязанности супругов (3:1—7),
- О миролюбии и праведности (3:8—17),
- Наставления верующим (4:1—11),
- О страданиях (4:12—19),
- Наставления пастырям (5:1—4),
- Различные увещевания (5:5—11),
- Заключение (5:12—14).